# ニンファエウム (ブグローの絵画)
『ニンファエウム』（仏: Le Nymphée, 英: Nymphaeum）は、フランスの画家ウィリアム・アドルフ・ブグローの絵画である。 1878年にパリでキャンバスと油彩によって描かれた。
この絵画は森の中の泉で水浴を楽しむ神話におけるニュンペーたちを描いている。ニンファエウムとは、水のニュンペーを祭った神殿を意味する。他の作品とは異なり、ブグローはこの作品では暗い色使いに注力した。
カリフォルニア州ストックトンのハギン美術館に所蔵されている。